# Aiserey
Aiserey ist eine französische Gemeinde mit 1489 Einwohnern (Stand 1. Januar 2022) im Département Côte-d’Or in der Region Bourgogne-Franche-Comté. Sie gehört zum Arrondissement Dijon und zum Kanton Genlis.

## Geographie
Die Gemeinde liegt rund 20 Kilometer südöstlich von Dijon in der Ebene, die sich von dieser Stadt bis zur Saône erstreckt. Nachbargemeinden sind Longecourt-en-Plaine im Norden, Échigey im Nordosten, Brazey-en-Plaine im Südosten, Bessey-lès-Cîteaux im Südwesten und Izeure im Westen.
Der Ort wird vom Flüsschen Oucherotte durchflossen, im Osten quert der Schifffahrtskanal Canal de Bourgogne das Gemeindegebiet.

## Bevölkerungsentwicklung
| Jahr                       | 1962 | 1968 | 1975 | 1982 | 1990 | 1999 | 2007 | 2016 | 2019 |
| Einwohner                  | 617  | 631  | 672  | 863  | 1111 | 1138 | 1330 | 1386 | 1470 |
| Quellen: Cassini und INSEE |      |      |      |      |      |      |      |      |      |

## Gemeindepartnerschaften
- Gau-Bickelheim in Rheinhessen, Deutschland